# Swear It Again
"Swear It Again" é uma canção da boy band irlandesa Westlife, lançada em 19 de abril de 1999 como primeiro single da banda. Ele alcançou a posição # 1 no Reino Unido por duas semanas. Ele mudou-se para 182 mil unidades nas primeiras duas semanas de seu lançamento e passou 13 semanas nas paradas. Isto tornou o primeiro de quatorze singles número um na UK Singles Chart. Até o momento, é o único single do Westlife a ter traçado nos EUA, atingindo um máximo de # 20 e # 75 foi na Billboard Hot 100 Year End Chart de 2000. A canção foi realizada ao vivo no Miss Teen USA 2000. Este single vendeu mais de 365 000 cópias até à data no Reino Unido e nos EUA, que atingiu um pico de 89 na Billboard Chart de vendas de singles e alcançou o status de Ouro.

## Sobre a canção
"Swear It Again" é notável por ser, juntamente com "Flying Without Wings", uma das duas primeiras músicas que Steve Mac escreveu tanto para Westlife e Simon Cowell. O sucesso das duas faixas levaram a Mac tornando-se produtor de Cowell é a primeira escolha e compositor. A música b-side, "Forever", foi uma escolha importante porque foi a música - conforme gravado por Damage - que primeiro alertou Cowell para o talento de Steve Mac e depois levou para o produtor trabalhar com Westlife.

## Sobre o vídeo clipe
O vídeo apresenta a banda em um mini teatro, cantando em um palco equipado com pisos de iluminação do painel, enquanto enfrenta uma tela com vídeos em preto e branco de seu processo de gravação em estúdio. Esta versão foi dirigido por Wayne Isham e foi ao ar em maio de 1999. A versão americana apresenta a banda em uma lavagem de carro e, posteriormente, a lavagem de um carro branco. Esta versão foi dirigido por Nigel Dick e foi ao ar em junho de 2000.

## Faixas
CD1 (Reino Unido)
1. "Swear It Again" (Radio Edit) - 4:04
2. "Forever" - 5:05
3. CD-Rom (entrevista e vídeoclipes)

CD2 (Reino Unido)
1. "Swear It Again" (Radio Edit) - 4:04
2. "Swear It Again" (Rokstone Mix) - 4:07
3. Ronan Keating Interview (entrevista) - 3:36

Single australiano
1. "Swear It Again" (Radio Edit) - 4:04
2. "Swear It Again" (Rokstone Mix) - 4:07
3. "Forever" - 5:05
4. Ronan Keating Interview - 3:36
5. CD-Rom (entrevista e vídeoclipes)

EP japonês
1. "Swear It Again" (Radio Edit) - 4:04
2. "Until the End of Time" - 3:12
3. "Let's Make Tonight Special" - 4:57
4. "Don't Calm the Storm" - 3:47
5. "Forever" - 5:05
6. "Everybody Knows" - 4:09
7. Ronan Keating Interview - 3:36

Single americano
1. "Swear It Again" (Radio Edit) - 4:04
2. Album Snippets (trechos do álbum)

## Certificações
| País | Certificação |
| ---- | ------------ |
| BPI  | Platina      |
| RIAA | Ouro         |

## Histórico de lançamento
| Região         | Data                    |
| -------------- | ----------------------- |
| Reino Unido    | 12 de abril de 1999     |
| Estados Unidos | 25 de fevereiro de 2000 |

## Desempenho nas paradas
| Parada (1999)                    | Posição mais alta |
| -------------------------------- | ----------------- |
| Australian Singles Chart         | 12                |
| Belgian Singles Chart (Flanders) | 10                |
| Canadian Singles Chart           | 21                |
| Irish Singles Chart              | 1                 |
| Dutch Top 40                     | 27                |
| New Zealand Singles Chart        | 1                 |
| Swedish Singles Chart            | 12                |
| Swiss Singles Chart              | 25                |
| UK Singles Chart                 | 1                 |
| UK Radio Airplay Chart           | 8                 |
| Billboard Hot 100                | 20                |
| Hot Adult Contemporary Tracks    | 22                |
| Billboard Top 40 Tracks          | 38                |

Parada de fim de ano
| País           | Posição mais alta |
| -------------- | ----------------- |
| Austrália      | 79                |
| Bélgica        | 62                |
| Reino Unido    | 46                |
| Estados Unidos | 75                |

| Precedido por "Baby One More Time" de Britney Spears | Singles número um no Irish Singles Chart 3 de abril de 1999 - 8 de maio de 1999 (5 semanas)         | Sucedido por "No Scrubs" de TLC                      |
| Precedido por "Sometimes" de Britney Spears          | Singles número um no New Zealand Singles Chart 25 de julho de 1999 - 1 de agosto de 1999 (1 semana) | Sucedido por "If You Had My Love" de Jennifer Lopez  |
| Precedido por "Perfect Moment" de Martine McCutcheon | Singles número um na UK Singles Chart 25 de abril de 1999 - 9 de maio de 1999 (2 semanas)           | Sucedido por "I Want It That Way" de Backstreet Boys |